# 粟辻早重
粟辻 早重 (あわつじ さなえ、1933年 - ) は日本の作家、人形作家。

## 概要
大阪生まれ。娘の出産を機に人形づくりを始め、太めの女性たちを溌剌とした姿で表したそれはCMにも起用され話題になった。近年は世界のヤカンを蒐集し、2013年に｢やかん展｣を開催した。

## 来歴
1950年代からカネボウ株式会社の意匠室にてテキスタイルデザイナーとして働く。6年間勤務後、意匠室の元同期で当時は東京で仕事をしていたテキスタイルデザイナーの粟辻博と結婚。1958年に粟辻博デザイン室を共同設立。第一子の男児を授かるが、彼は6ヶ月で亡くなる。次こそは我が子を自分の手で大切に育てようという決意の中4年後に第二子の娘が誕生し、娘に与える抱き人形として人形作りを始めた。素朴でありのままの女性をモチーフにする作風はNYポップアートに影響を受けている。
1970年に初の個展｢布偶｣を銀座のオカベギャラリーで開催。人形作家としての粟辻早重の名前が広まるきっかけとなった。その後もいくつも個展を開き、広告の依頼を受ける、本を執筆するなど幅広く活動している。

## 著書
- 『ポップドールテクニック__その発想と表現 ラフスケッチから完成まで(新技法シリーズ)』(美術出版社、1986)
- 『ふくよかさんがゆく』(リトルモア、2006)
- 『ちいさな子のためのリメーク あ。カンタン。30min』(文化出版局、2013)
- 『小麦粉なし、砂糖なし！おからマフィン 糖質off』(文化出版局、2014)
- シリーズ『こねこちゃんとおかあさん』(DNPアートコミュニケーションズ、2013)挿絵を担当。文章は日暮真三。

## 個展
- 1970『布偶』
- 1975『布偶――リリバット』
- 1978『女たち』
- 1981『とびこむ女』
- 1984『LOVE』 　　『楽しい仲間』
- 2013『粟辻早重のコレクション ｢やかん｣展』[2]
- 2014『ふとっちょさん』
- 2021『人。っていいな〜』